# Mamina pesem
»Mamina pesem« je pesem slovenske pevke Mojce Štoka (Moye).
Posneta je bila v studiu Tramon.
Izšla je 26. januarja leta 2021 v pretočni obliki kot tretji singel z albuma Samo Moya.

## Seznam posnetkov
| Št.             | Naslov          | Besedilo        | Glasba              | Priredba        | Dolžina |
| --------------- | --------------- | --------------- | ------------------- | --------------- | ------- |
| 1.              | „Mamina pesem‟  | M. Štoka        | J. Baruca, M. Štoka | J. Baruca       | 3:41    |
| Skupna dolžina: | Skupna dolžina: | Skupna dolžina: | Skupna dolžina:     | Skupna dolžina: | 3:41    |

## O pesmi
Moya je čustveno balado »Mamina pesem« posvetila predvsem svoji prvorojenki Juliji, pa tudi vsem drugim mamicam in otrokom.
Opisuje močne ljubezenske vezi znotraj družine, še posebej med materjo in otrokom:
... čuden včasih je res ta svet, pogumno stopaj svojo pot,
 in ko odrasteš, ne pozabi v sebi biti še otrok
 in nikoli ne pozabi dotika mojih rok ...— Moya v »Mamini pesmi«

## Videospot
Videospot za »Mamino pesem« je Moya v družbi hčerke Julije posnela v Botaničnem vrtu Sežana ter na Kraškem robu.
Nastal je v sodelovanju z Lenartom Kobalom.
Objavljen je bil 2. februarja 2021.

## Odziv
»Mamina pesem« je bila »pesem in pol« Radia Koper.